# Marcel Bozonnet
Marcel Bozonnet (Semur-en-Auxois, 18 de maio de 1944) é um ator e produtor teatral francês.